# سیارک ۸۹۷۶
سیارک ۸۹۷۶ (به انگلیسی: 8976 Leucura، نامگذاری:4221T-2) هشت هزار و نهصد و هفتاد و ششمین سیارک کشف شده‌است که در ۲۹ سپتامبر ۱۹۷۳ کشف شد.
قدر مطلق سیارک برابر ۱۳٫۱۰ است.